# 27348 Mink
27348 Mink este un asteroid din centura principală de asteroizi.

## Descriere
27348 Mink este un asteroid din centura principală de asteroizi. A fost descoperit pe 26 februarie 2000 în cadrul proiectului CSS. Asteroidul prezintă o orbită caracterizată de o semiaxă mare de 2,29 ua, o excentricitate de 0,14 și o înclinație de 7,1° în raport cu ecliptica.